# Zeta Tauri
Zeta Tauri (ζ Tau / ζ Tauri / 123 Tauri) è una stella binaria nella costellazione del Toro.
Gli antichi babilonesi la chiamavano Shurnarkabti-sha-shutu, che si può tradurre come "la stella del corno sud del toro", vista la sua posizione nella costellazione.
Si trova ad una distanza di 417 anni luce dal sistema solare. Nelle sue vicinanze prospettiche è esplosa la supernova SN 1054.

## Caratteristiche
Si tratta di un sistema binario la cui componente principale è una gigante blu di tipo spettrale B2IIIpe, anche se i vari studi non concordano perfettamente fra loro ed è stata spesso classificata anche di classe B4. Ha una temperatura superficiale di circa 20.000 K, ed è una variabile di tipo Gamma Cassiopeiae; con un'età di circa 25 milioni di anni sta giungendo al termine, o ha già concluso, il ciclo di fusione dell'idrogeno in elio.
La componente principale è anche una classica stella Be: la sua velocità di rotazione è di 330 km/s, il suo periodo di rotazione è di un solo giorno (rispetto ai 25 giorni del Sole) ed è circondata da un disco di materia avente un raggio 64 volte maggiore quello del Sole, frutto della materia espulsa (prevalentemente idrogeno) dalla stella stessa.
La secondaria ha una massa paragonabile a quella solare, ma non è certo se sia una stella di sequenza principale; se lo fosse, data una tale massa, sarebbe una stella di tipo spettrale G4.
Le due componenti del sistema sono separate da circa 1 unità astronomica con un periodo orbitale di 133 giorni, ed essendo il sistema una binaria a eclisse, la sua magnitudine apparente varia da +2,88 +3,17 nell'arco di quel periodo.

## Occultazioni
Per la sua posizione prossima all'eclittica, è talvolta soggetta ad occultazioni da parte della Luna e, più raramente, dei pianeti, generalmente quelli interni.
L'ultima occultazione lunare è stata visibile il 25 aprile 2012..